# Valdecorvos
Valdecorvos es un barrio situado en la parte oriental de la ciudad española de Pontevedra. Se trata de un barrio residencial en plena expansión.

## Localización
El barrio de Valdecorvos está situado al este de la ciudad de Pontevedra. Limita al norte con los barrios de A Seca y Santa Margarita, al sur con la parte final de la calle Doctor Loureiro Crespo y la avenida de Lugo, al este con la avenida de Lugo y la carretera N-541 y al oeste con el barrio de Castañal.

## Etimología
El nombre Valdecorvos proviene de la combinación de las palabras en gallego val (valle) y corvos (cuervos), que significa literalmente "valle de los cuervos" e indica que esta zona era un valle en el que en el pasado era común ver cuervos.

## Historia
El polígono de Valdecorvos fue incluido en el plan general de urbanismo de la ciudad de 1989 como zona reservada para viviendas de protección oficial. Los primeros pasos para su desarrollo se remontan a 1992, pero debido a diversas vicisitudes, el expediente de urbanización no se retomó hasta 2001. Sin embargo, el desarrollo de los terrenos no se concretó hasta enero de 2008, cuando se aprobó la modificación puntual del plan de urbanismo que desbloqueó el proyecto.
El proyecto de urbanización fue presentado finalmente en septiembre de 2008 por la entonces consejera responsable de la Consejería de Vivienda de la Junta de Galicia, Teresa Táboas, que preveía la construcción de más de medio millar de viviendas en la zona, algunas de ellas de protección oficial.
La urbanización del barrio duró 20 meses y finalizó en abril de 2010. La primera licencia de obra para los tres primeros edificios se concedió en junio de 2010  y el 9 de junio de 2010 se abrió al tráfico peatonal y rodado la céntrica calle Prado Novo.
En agosto de 2010 se inició la construcción de un vial bajo la vía del tren para conectar el barrio por el oeste con la calle José Malvar y el centro de la ciudad. En abril de 2011 comenzaron las obras de urbanización de la calle Sequiña, desde el nuevo paso subterráneo hasta la calle Prado Novo.
En abril de 2022 finalizó la remodelación completa del parque de Valdecorvos. En marzo de 2024 la Junta de Galicia anunció la construcción pública de 74 pisos en cuatro bloques de viviendas en la calle Prado Novo, a lo que se añadió la construcción de otras múltiples viviendas sociales anunciadas en ese mismo año por la Junta de Galicia y otras promovidas por la iniciativa privada, que han convertido a Valdecorvos en uno de los barrios de Pontevedra con más vivienda protegida y de mayor crecimiento.

## Descripción
El barrio está construido en torno a una gran zona verde de más de 6 hectáreas, el parque de Valdecorvos, al sur del cual fluye el arroyo Valdecorvos. Es el parque más grande del este de la ciudad. Además de arbolado, cuenta con senderos peatonales y un puente de madera para cruzar el arroyo Valdecorvos, una pasarela sobre pilotes para conectarlo con la zona del Costado y escaleras de madera hasta la calle Prado Novo. Dispone de un mirador en la parte norte con vistas al este de la ciudad. Hay un robledal y el mirador está diseñado como zona de descanso con mobiliario urbano. Además de este parque, existen zonas verdes vinculadas a cada bloque de edificios y, al este del barrio, el parque de As Regas.
El barrio de Valdecorvos cuenta con una calle principal semicircular de 22 metros de ancho, la calle Prado Novo, con 375 plazas de aparcamiento en superficie. Esta calle está conectada con la avenida de Lugo y la carretera de Orense mediante una rotonda y un carril de entrada y salida. Desde la céntrica calle Prado Novo parten también tres ramales interiores que terminan en rotondas, y una calle al oeste que conecta directamente con la calle José Malvar, la calle Sequiña, que incluye un paso bajo la vía férrea.
El barrio está dominado al norte por la finca de los Pita, propiedad declarada singular, con varios árboles centenarios, entre ellos una colección de camelias.

## Galería

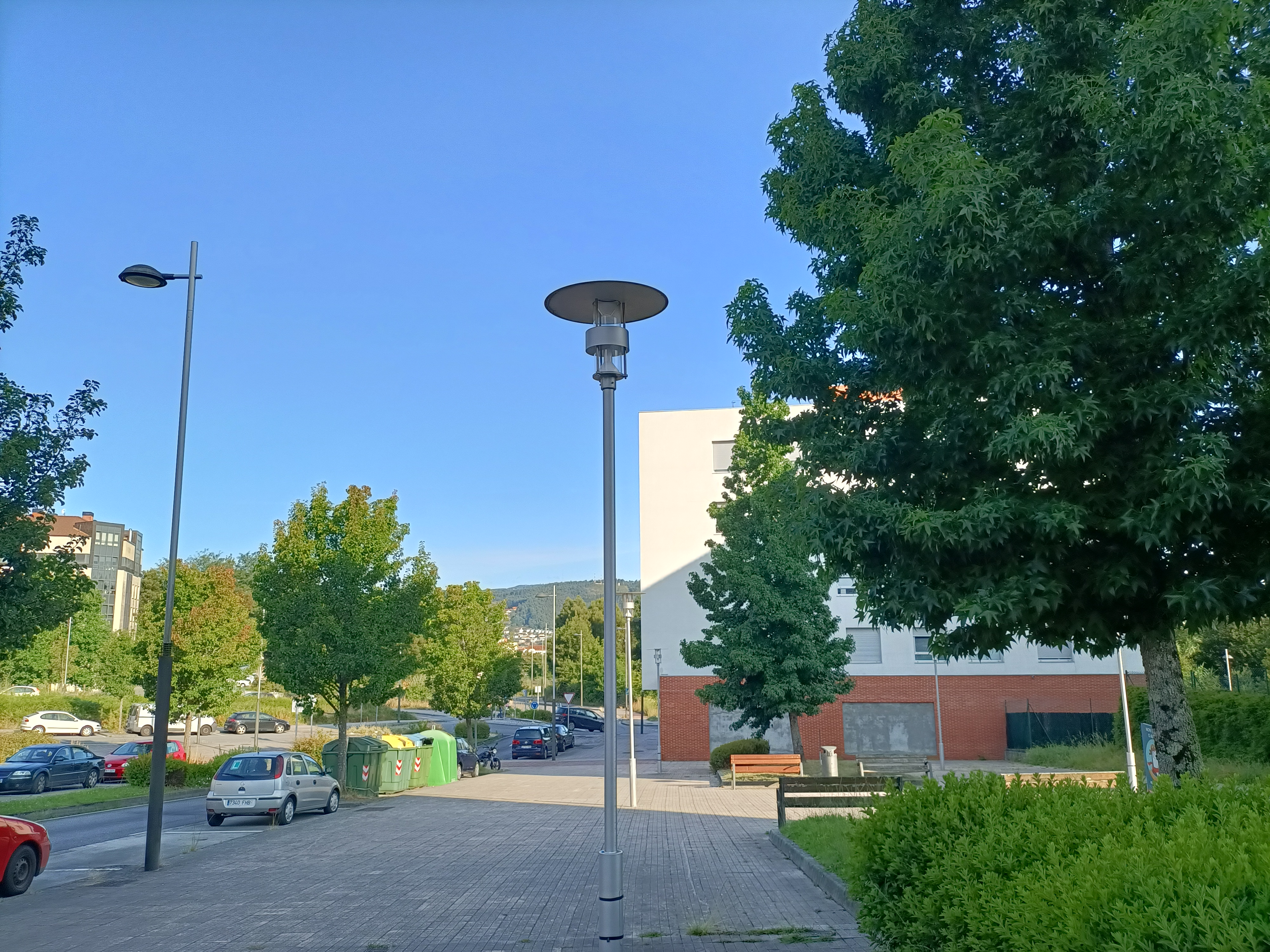
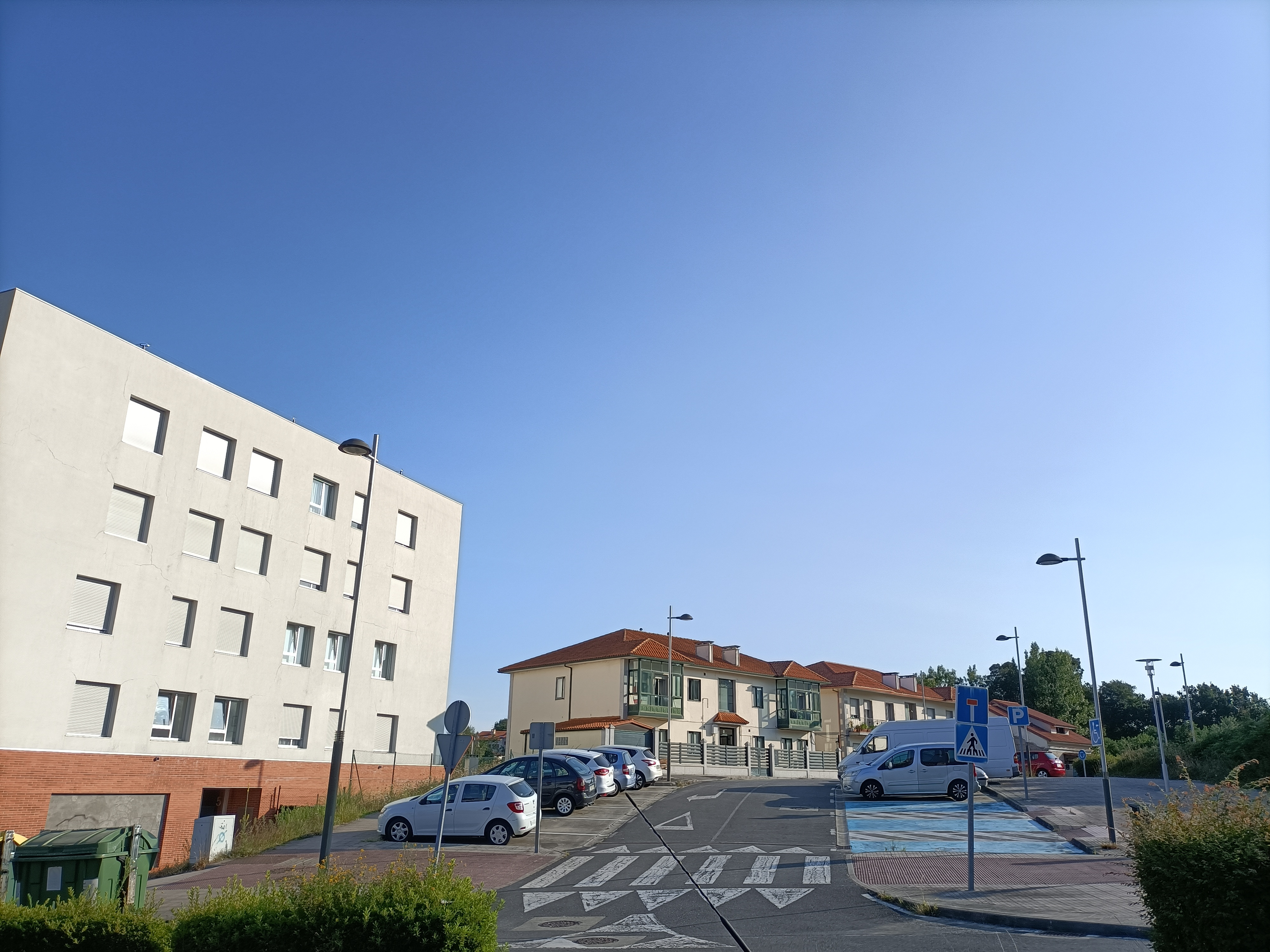
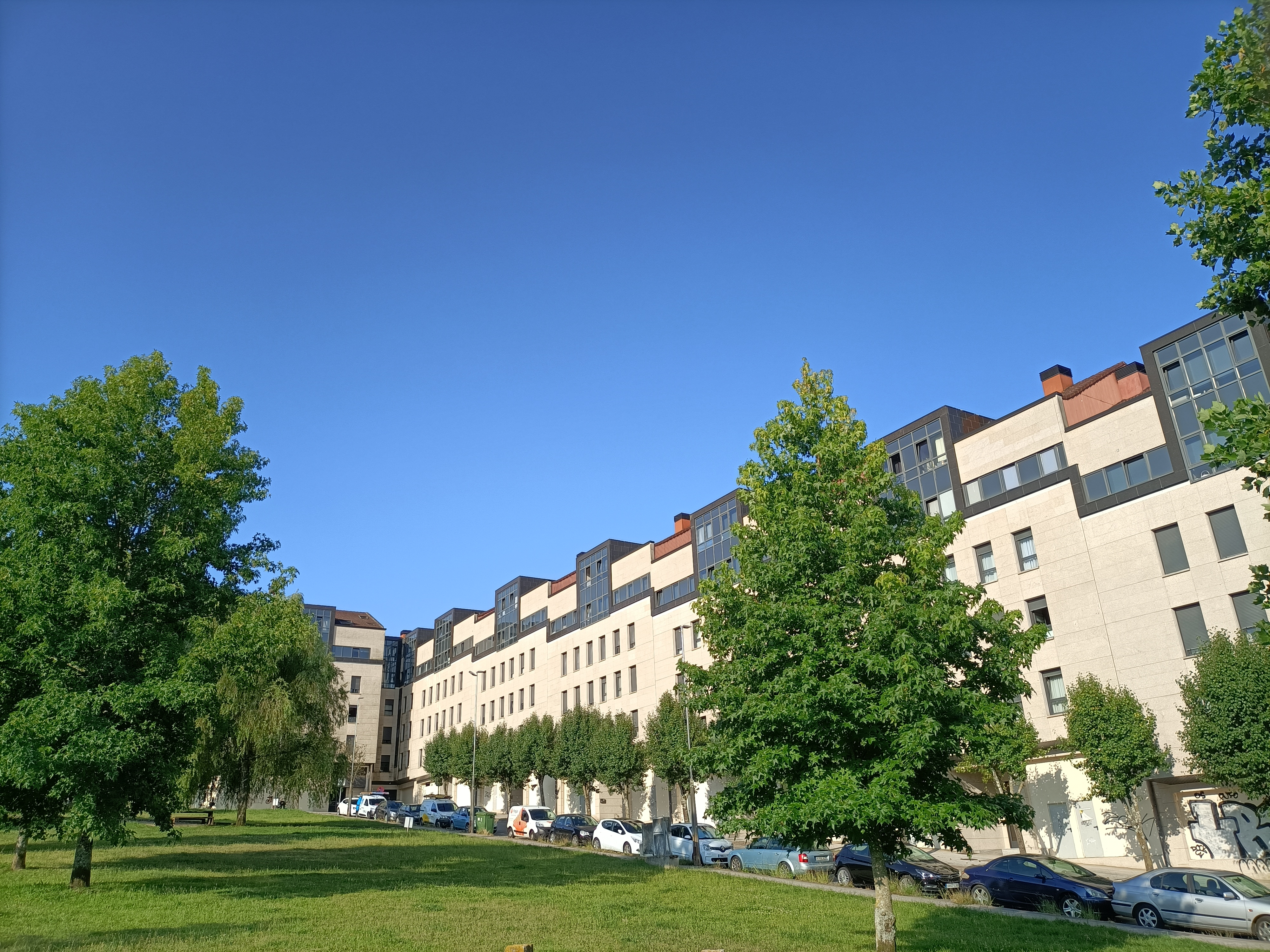
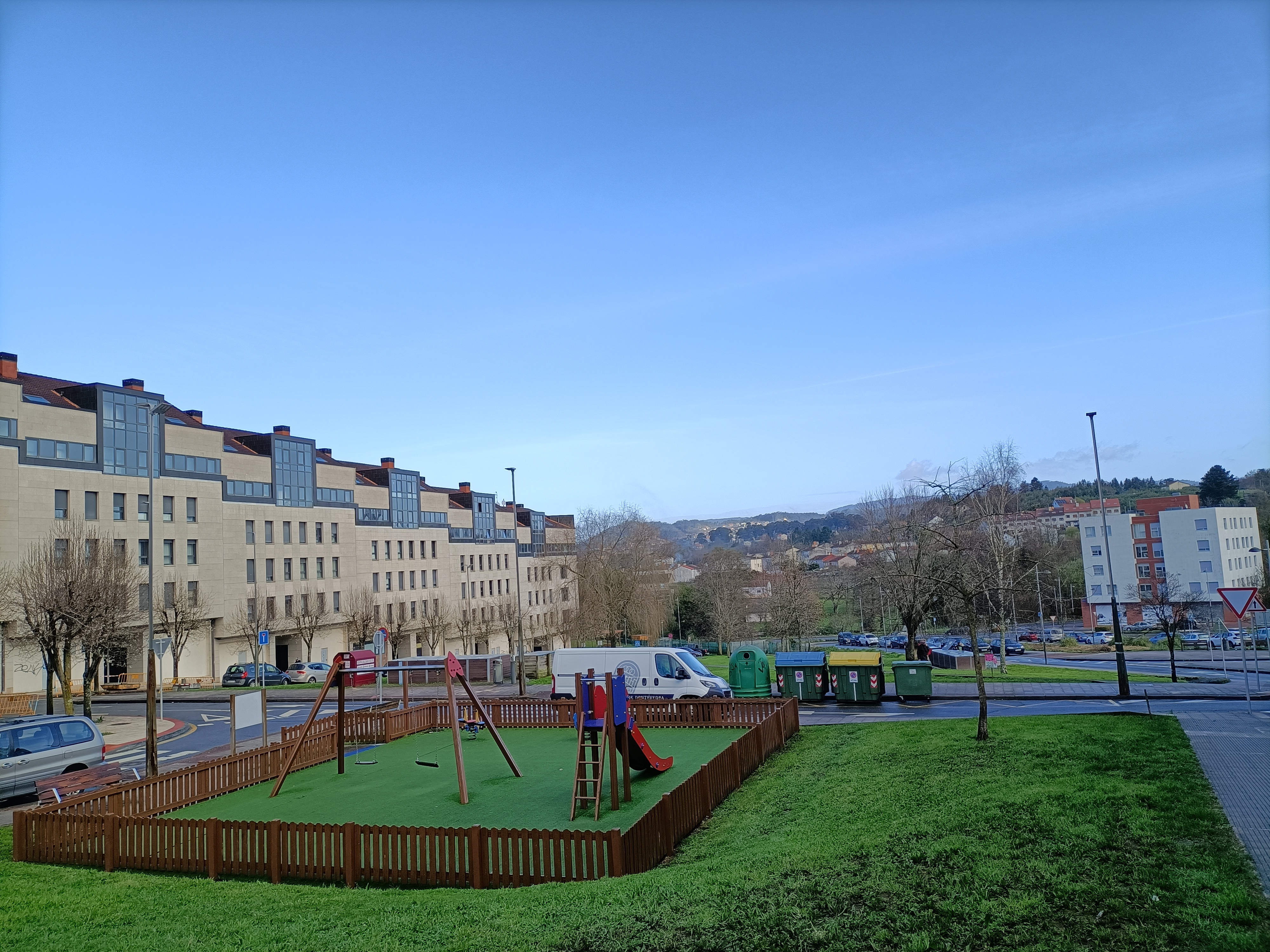
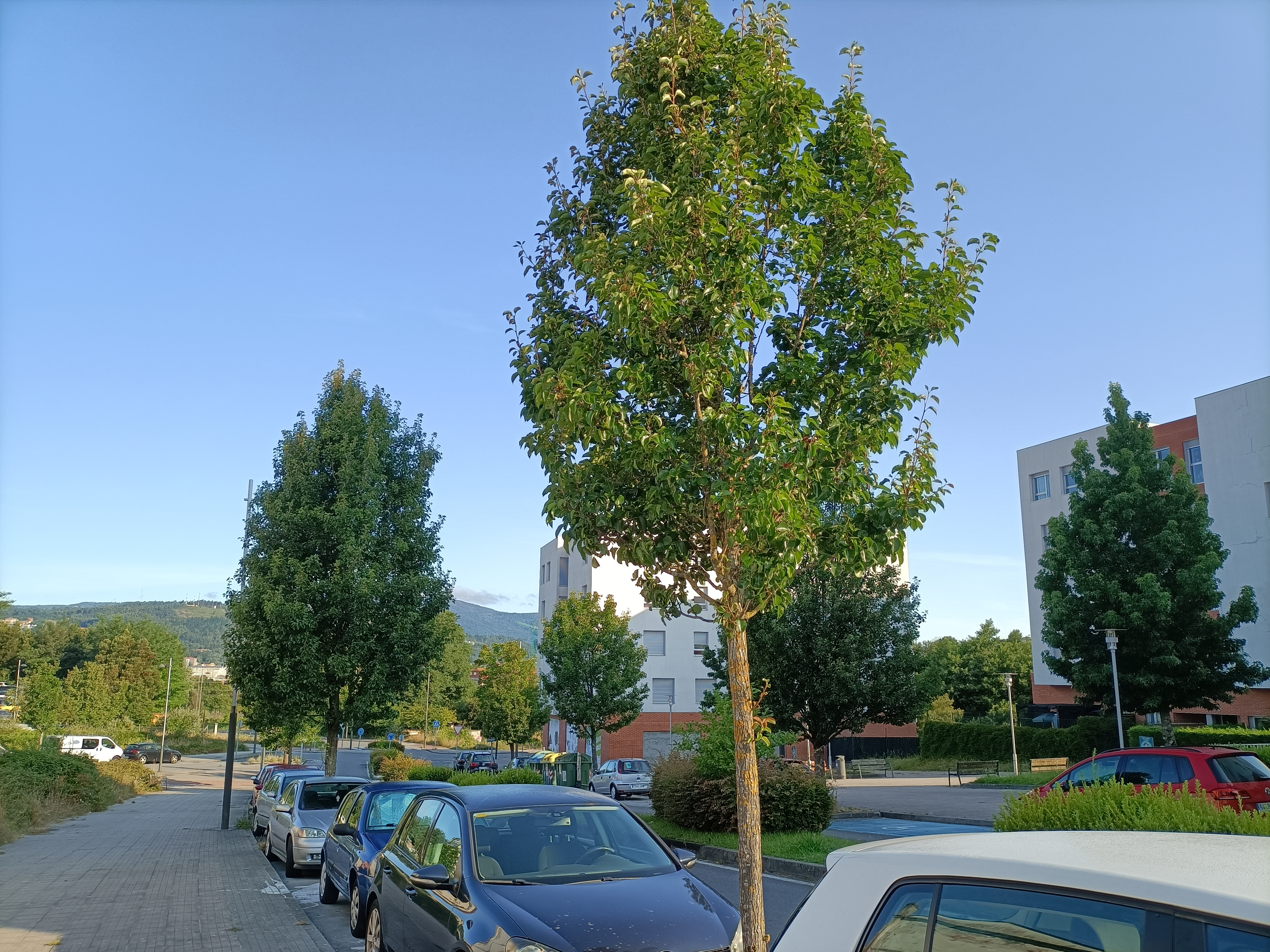
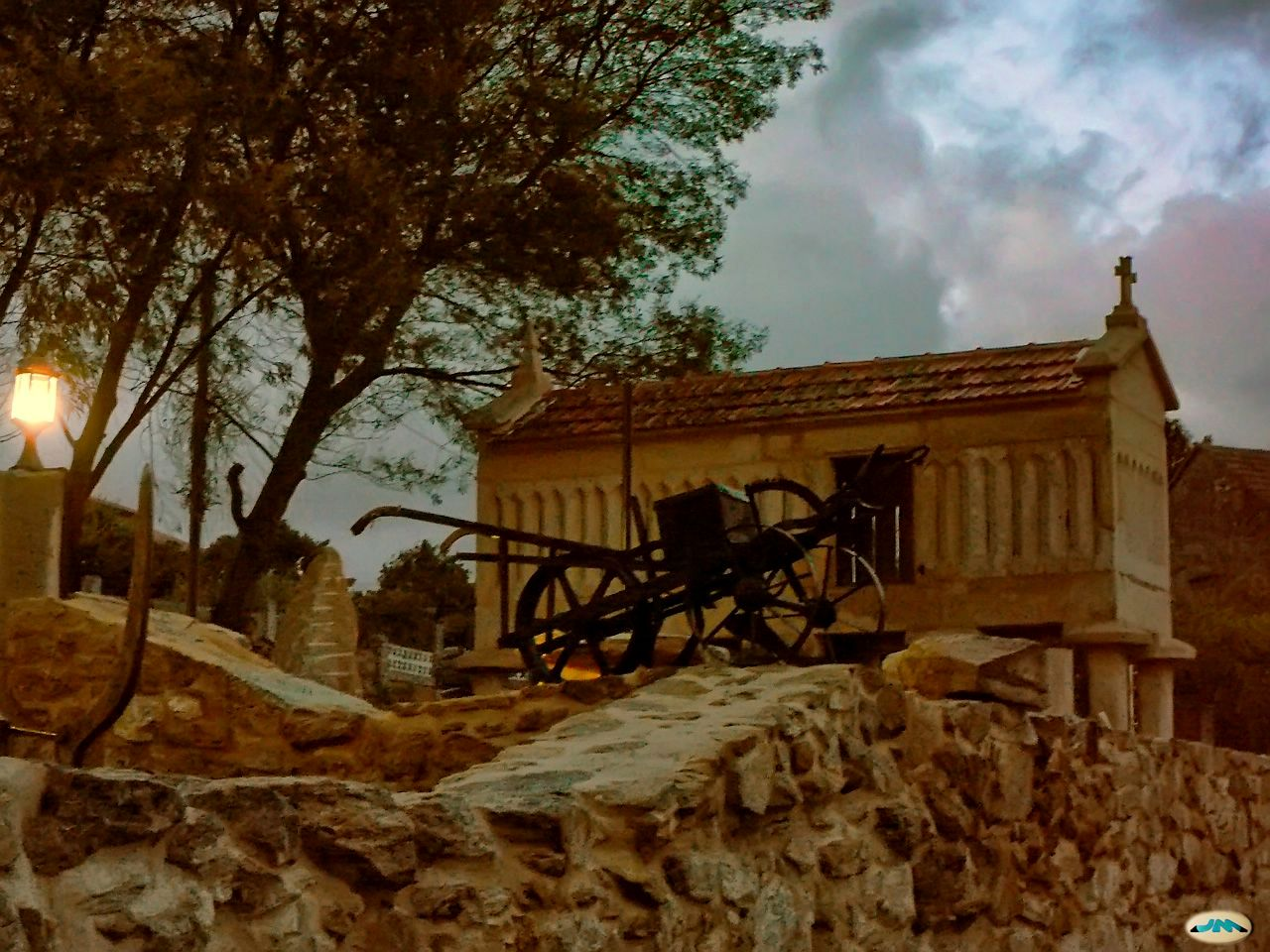
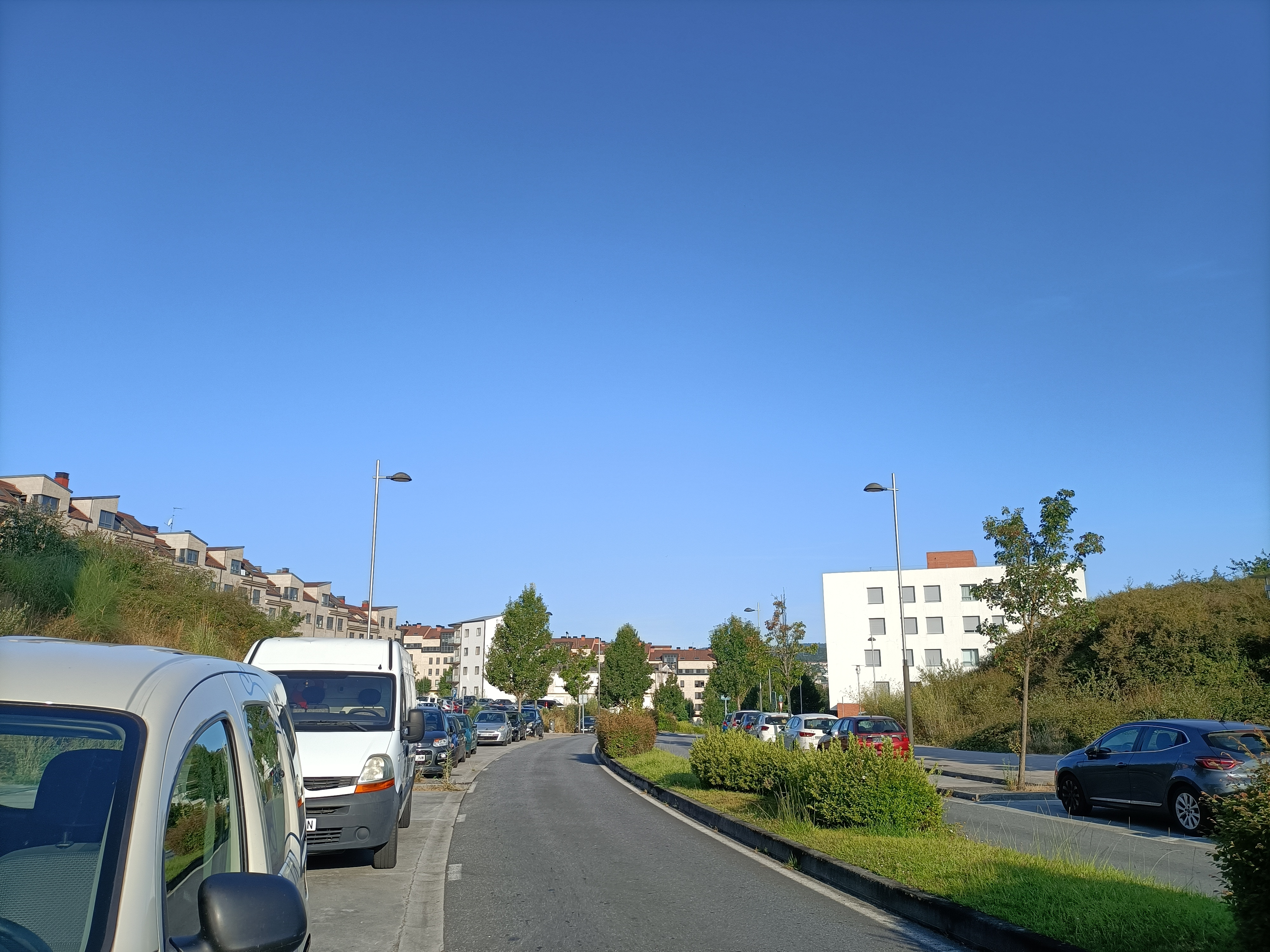
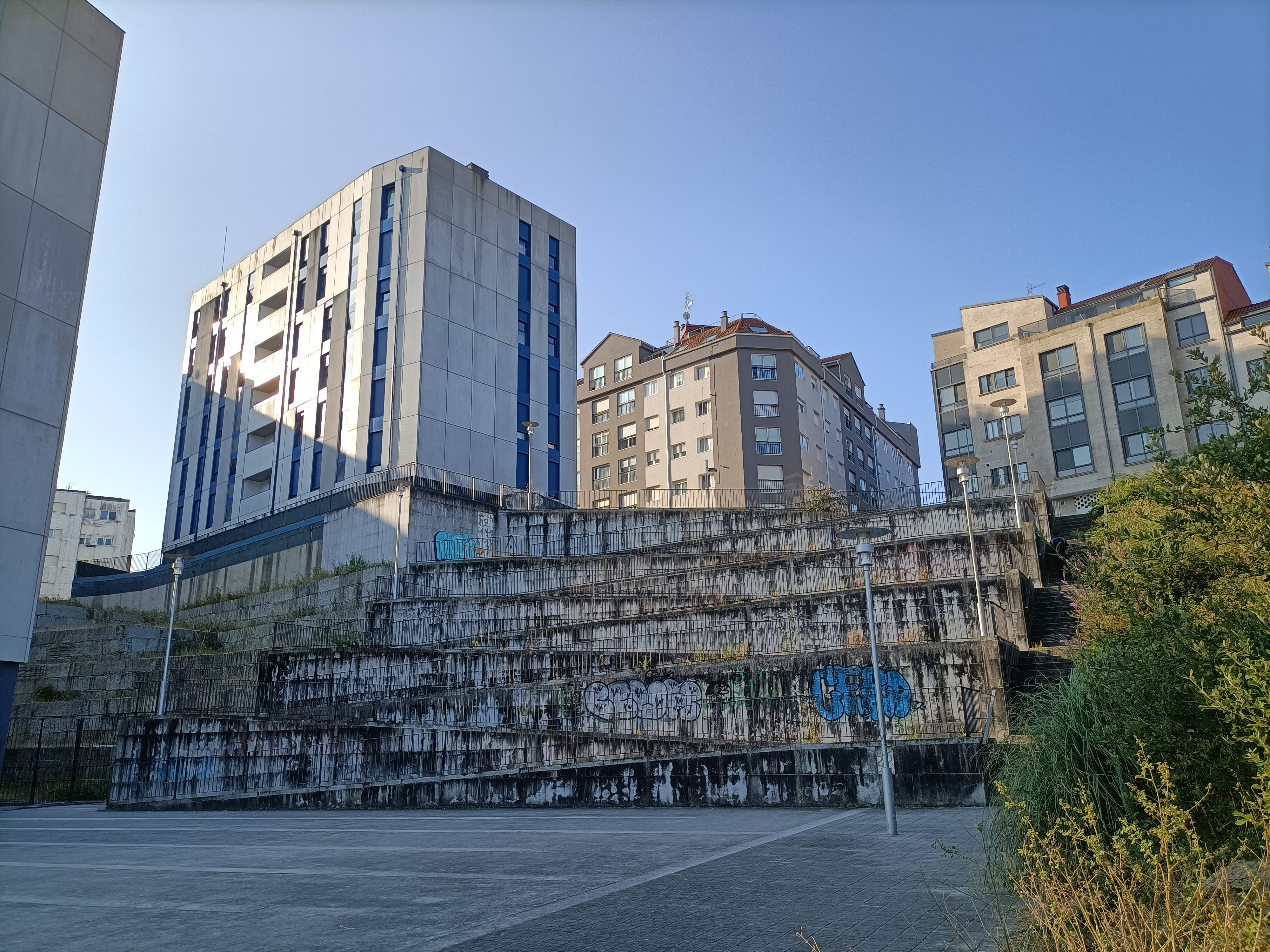
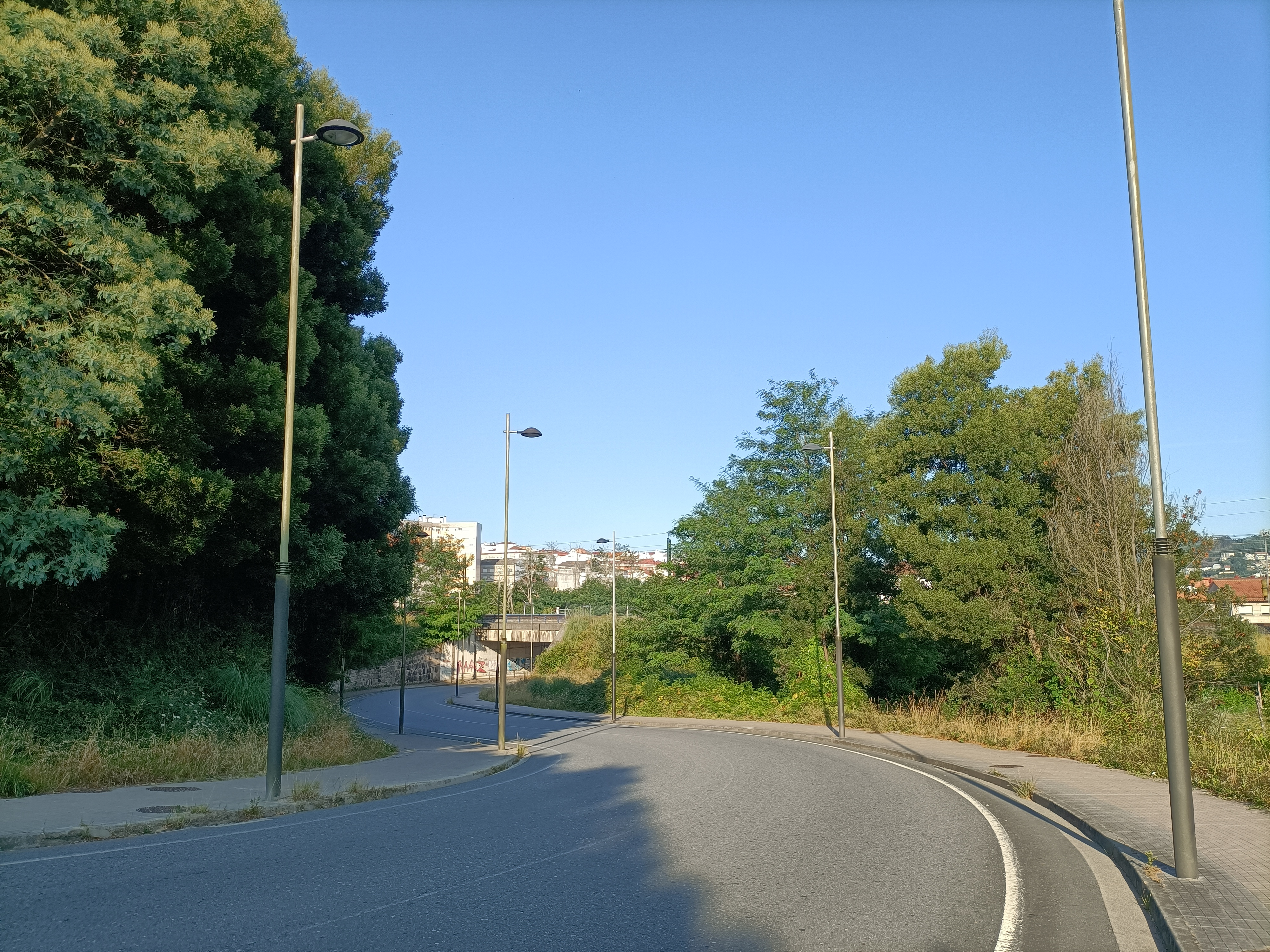
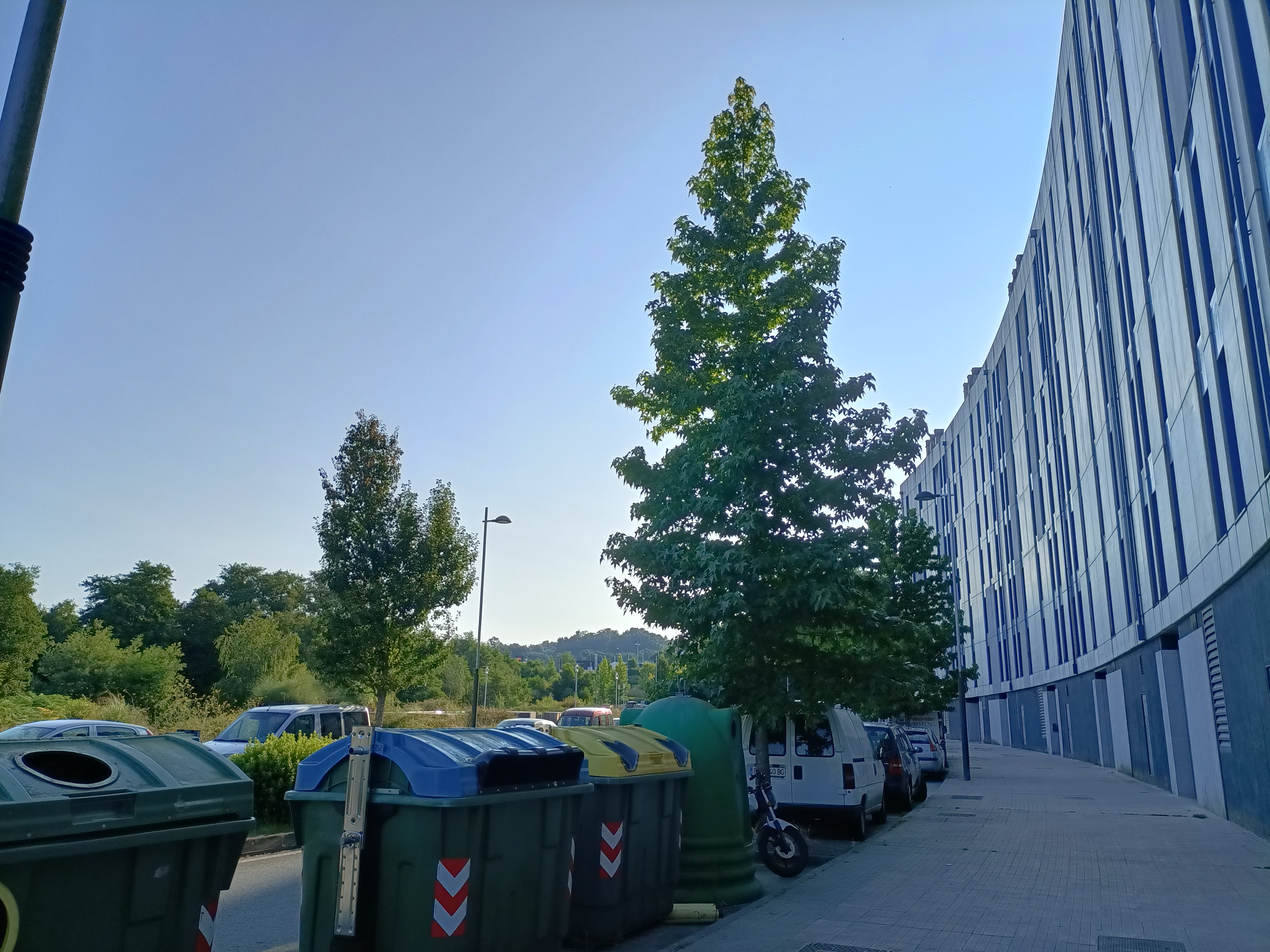
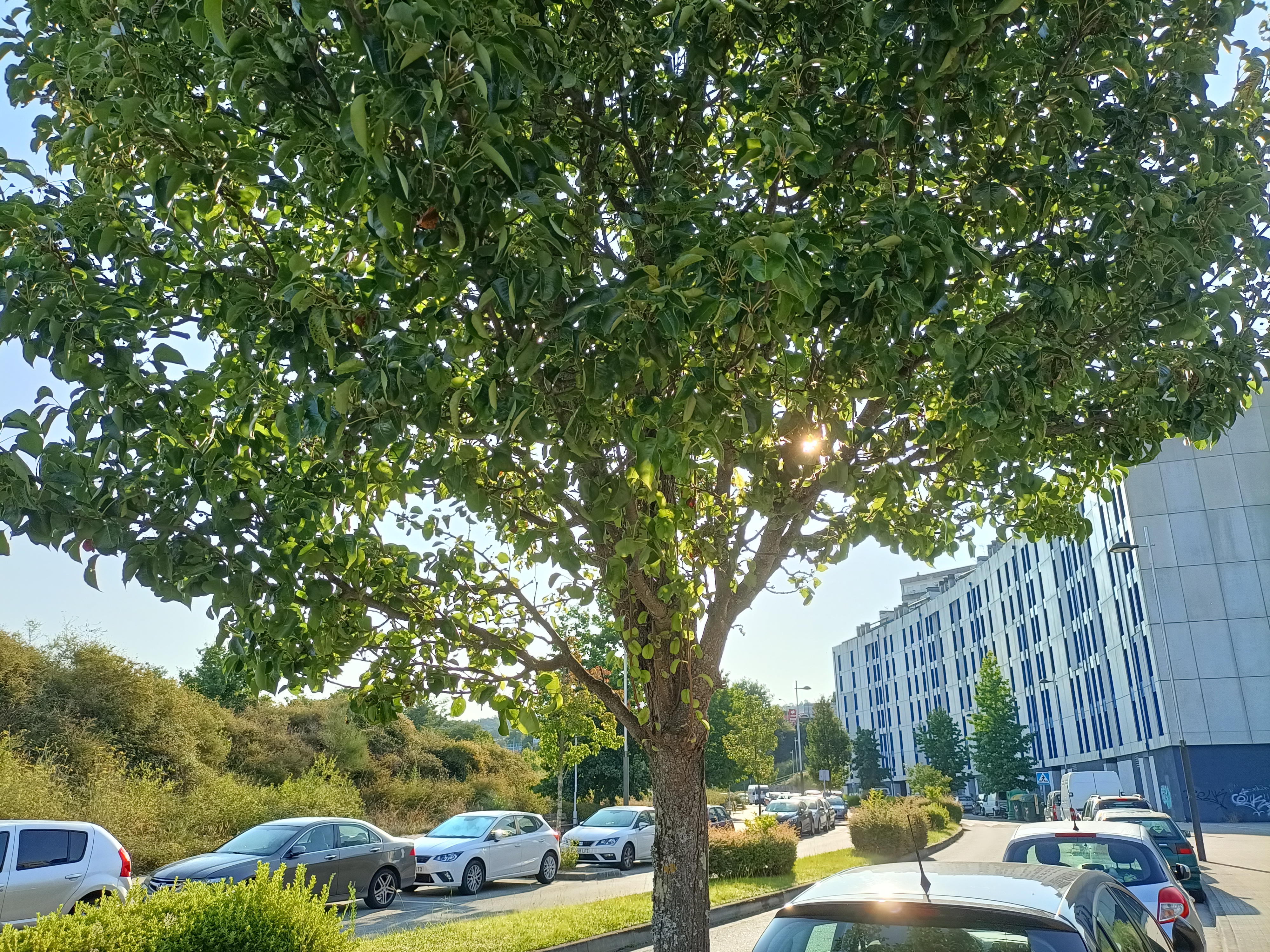
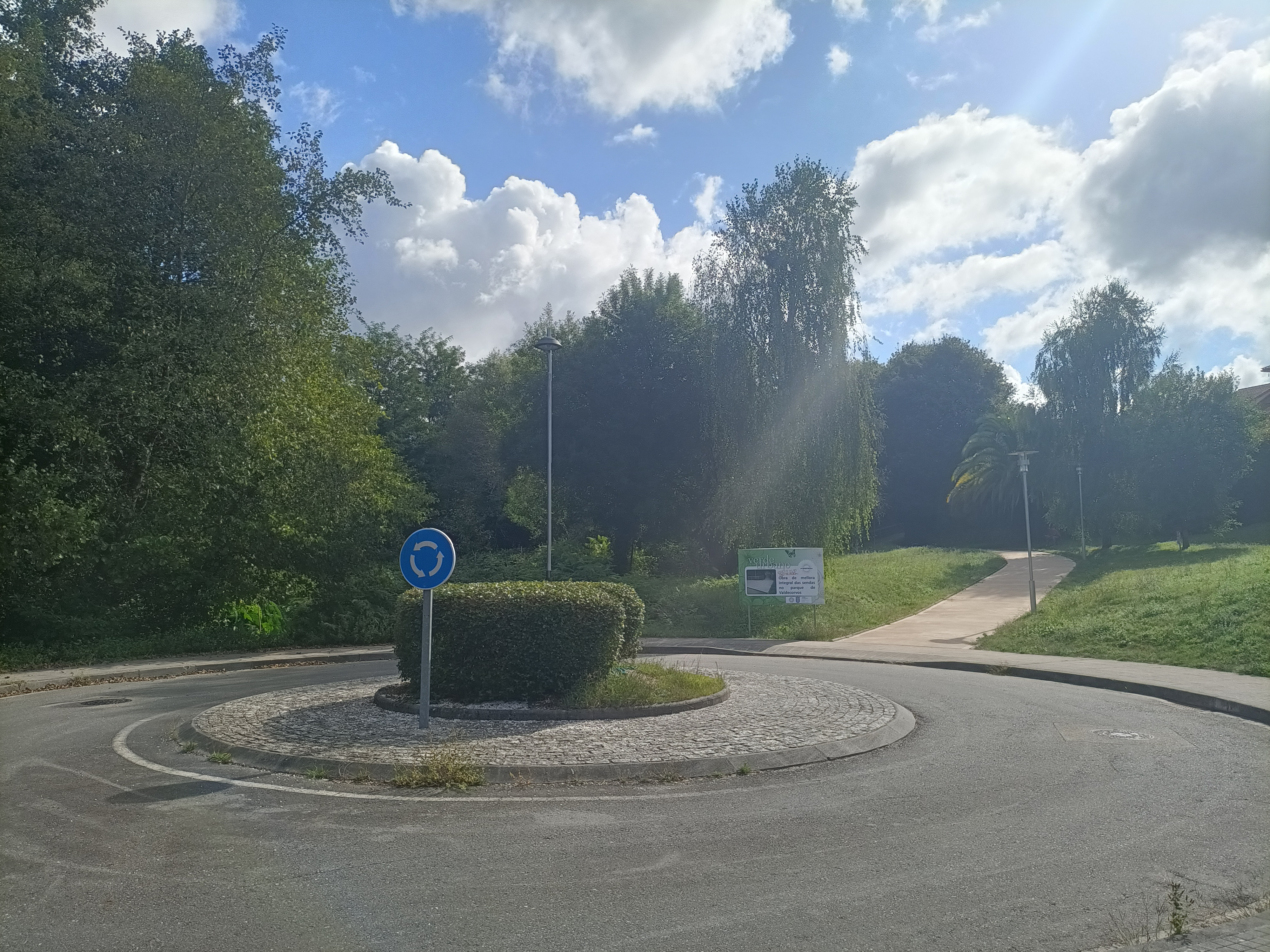
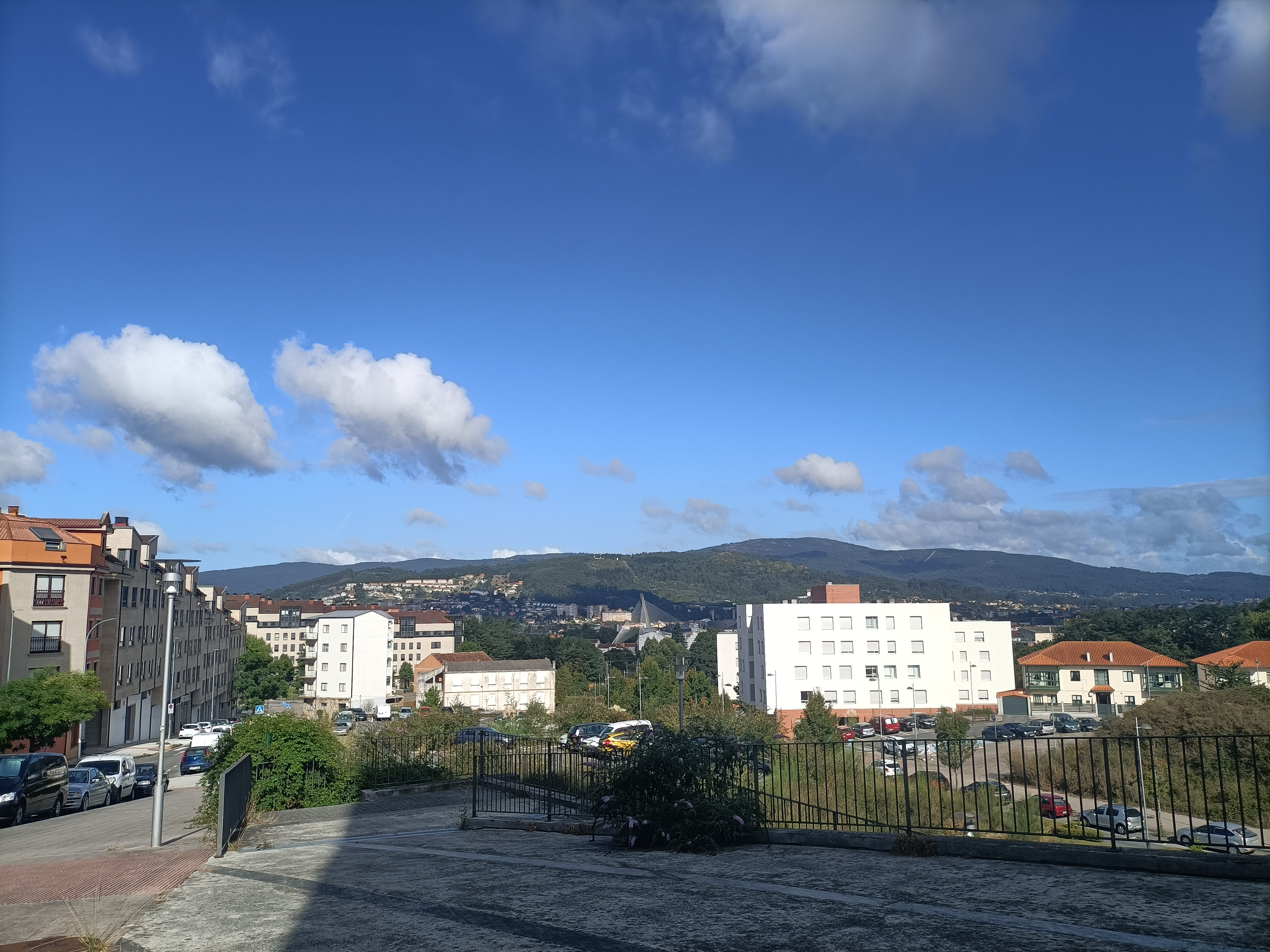